# Jovana Kocić
Jovana Kocić (ur. 24 lutego 1998 w Belgradzie) – serbska siatkarka, reprezentantka kraju, grająca na pozycji środkowej.

## Sukcesy klubowe
Superpuchar Serbii:
- 2015, 2017, 2018

Puchar Serbii:
- 2016

Liga serbska:
- 2016, 2017, 2018

Puchar Challenge:
- 2021

Puchar Rumunii:
- 2021, 2022[4]

Liga rumuńska:
- 2022[5], 2023[6]
- 2021, 2024[7]

Superpuchar Rumunii:
- 2021, 2023[8]

Puchar CEV:
- 2023[9]

## Sukcesy reprezentacyjne
Mistrzostwa Europy Juniorek:
- 2014
- 2016

Letni Olimpijski Festiwal Młodzieży Europy 2015:
- 2015

Mistrzostwa Europy Kadetek:
- 2015

Mistrzostwa Europy:
- 2021

Liga Narodów:
- 2022[10]

## Nagrody indywidualne
- 2015: Najlepsza środkowa Mistrzostw Świata Kadetek
- 2016: Najlepsza środkowa Mistrzostw Europy Juniorek[11]